# Gestionnaire de réseau de transport
Pour les articles homonymes, voir GRT.
Dans l'Union européenne, un gestionnaire de réseau de transport (GRT) est une entreprise chargée de la gestion de tout ou partie d'un réseau de transport d'énergie (électricité ou gaz).
Le réseau de transport est complété par le réseau de distribution, auquel sont reliés la plupart des consommateurs ; seuls quelques gros consommateurs (dits « électro-intensifs » ou plus rarement « gaz-intensifs ») sont directement connectés au réseau de transport.

## Responsabilités
Les principales responsabilités d'un GRT sont :
- d'assurer la continuité de service aux utilisateurs,
- d'assurer les échanges entre les fournisseurs et les utilisateurs,
- d'optimiser l'utilisation du réseau pour limiter les « pertes en ligne »[Note 1],
- d'aider à optimiser le réseau pour garantir la continuité du service et son utilisation.

## Régime juridique
Dans l'Union européenne, la directive 2003/54/CE prévoit que chaque État membre désigne un ou plusieurs gestionnaires de réseau de transport, pour le gaz et l’électricité. 
Le GRT doit s'abstenir de toute discrimination entre les utilisateurs, notamment envers les entreprises qui lui sont liées. 
Dans certains pays, un gestionnaire du réseau de distribution peut être une société du même groupe que la principale entreprise de production. C'est le cas d'Enedis, principal distributeur d'électricité en France et filiale à 100 % d'EDF. Cependant, la société qui gère le réseau de transport doit être indépendante, sur le plan de la forme juridique, de l'organisation et de la prise de décision. C'est le cas par exemple en France de RTE dont l'actionnaire majoritaire est également EDF.

## Quelques gestionnaires de réseau de transport en Europe

### France  (électricité et gaz)
- RTE est le gestionnaire unique du réseau de transport d'électricité. Malgré le fait qu'EDF en soit l'actionnaire majoritaire, RTE est autonome opérationnellement (pour garantir l'égal traitement des producteurs d'électricité) ;
- Deux entreprises se partagent le réseau de transport de gaz :
  - GRTgaz, filiale d'Engie mais autonome opérationnellement, gère un réseau de canalisations d'environ 32 000 km[2] ;
  - Teréga (précédemment TIGF), ancienne filiale de Total détenu en 2018 par l'Italien Snam (45 %), le fonds de l'État de Singapour GIC (35 %) et EDF (20 %), gère environ 6 000 km de canalisations dans le Sud-Ouest.

### Belgique  (électricité et gaz)
- Elia, gestionnaire unique du réseau de transport d'électricité
- Fluxys, gestionnaire unique du réseau de transport de gaz

### Allemagne (électricité)

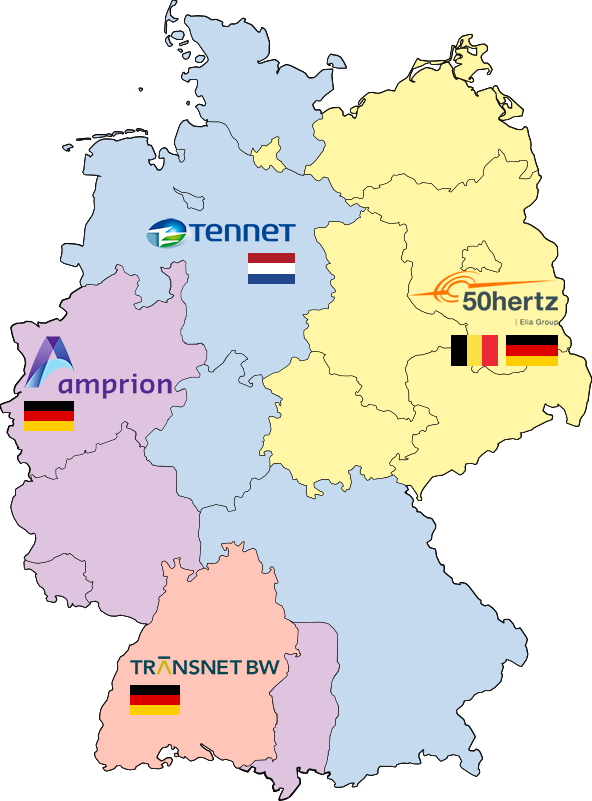
Les 4 gestionnaires allemands

- TenneT TSO – filiale de TenneT, le gestionnaire national néerlandais qui a repris l'ancienne filiale d'E.ON AG
- 50Hertz Transmission – 60 % filiale d'Elia, gestionnaire belge
- Amprion – ancienne filiale de RWE
- TransnetBW – filiale d'EnBW, énergéticien allemand

### Autriche (électricité)
- TIWAG pour le Tyrol (Ouest)
- Vorarlberger Illwerke pour le Vorarlberg (Extrême-Ouest)
- Verbund AG pour le reste de l'Autriche

### Pays-Bas (électricité)
- TenneT, gestionnaire unique du réseau de transport d'électricité, contrôlé et détenu par le gouvernement néerlandais

### Suisse (électricité)
- Swissgrid, gestionnaire unique pour l'ensemble de la Suisse (depuis sa création en 2005), propriété de plus d'une trentaine d'actionnaires dont les plus importants sont Alpiq Grid Beteiligungs AG 30,30 %, Axpo Power AG 22,98 %, BKW Netzbeteiligung AG 10,76 %, Axpo Trading 8,86 %.

### Espagne (électricité)
- Red Eléctrica de España, gestionnaire unique du réseau de transport d'électricité en Espagne.